# Soeiro da Costa
Soeiro da Costa (Lagos, Algarve, c. 1390 — idem, 1472), navegador português, foi um dos Doze de Inglaterra.

## Família e origens
Não há prova de sua filiação; mas foi, segundo os historiadores, filho ou neto de Afonso Lopes da Costa, que é atestado na cidade de Lagos em 1401, talvez já falecido a esta data.
(Soeiro teve um filho Afonso, e descendia de outro Soeiro, na linha de Afonso Lopes, que provinha dos alcaides-mores de Évora, e longinquamente, de certo Gonçalo da Costa, que vivia no século XII.)

## Esboço biográfico
Supõe-se, assim, que pertencesse à "pequena nobreza", de fidalguia antiga mas sem títulos. Seus ancestrais seriam alcaides-mores de Évora, do século XIII e do século XIV, e depois pequenos proprietários rurais no Algarve.
No entanto, vê-mo-lo a acompanhar o Condestável D. Pedro, como é um dos heróis semilendários do episódio narrado nos Lusíadas, e conhecido como a saga dos Doze de Inglaterra.
Conta o cronista Gomes Eanes de Zurara (1410-1474) na sua Crónica dos feitos da Guiné: 
- “Ca hera hi Sueiro da Costa, alcaide daquella villa de Lagos, o qual era homem nobre e fidalgo, criado de moço pequeno na camara delrrey dom Eduarte e que se acertava de seer em muy grandes fectos; ca elle fora na batalha de Monvedro (Monviedro), com elrrey dom Fernando dAragom contra os de Vallenca, e assy no cerco de Vallaguer (Balaguer), em que fezerom muy grandes cousas, e foe com elrrey Lancaraao, quando barrejou a cidade de Roma; e andou com elrrey Luis de Proenca, em toda a sua guerra. E esteve na batalha da Ajancout, que foe hua muy grande e poderosa batalha entre elrrey de Franca e elrrey de Jngraterra. Efora ja na batalha de Vallamont, cabo de Caaes, com o conde estabre de Franca contra o duque dOssestre, e na batalha de Monseguro, em que era o conde de Fooes e o conde dArminhaque, e na tomada de Samsooes e no de cerco de Ras (Rheims?) e assy no de cerco de Cepta Nas quaaes cousas sempre provou, coomo muy vallente homem darmas.[1]”

Podemos reconstituir a biografia de Soeiro da Costa, em parte sobre conjecturas, em parte sobre o testemunho de crónicas como a de Zurara, referida acima, e em parte sobre documentos.
Soeiro da Costa terá nascido c. 1390, muito provavelmente em Lagos, pois era aí residente, tendo sido seu avô (pai?) Afonso Lopes da Costa, que recebeu em 1384, do Mestre de Aviz, o prazo de uma azenha em Tavira e em 1401 se atesta em Lagos.
Em seguida vemos, já com vinte anos ou quase, Soeiro da Costa batendo-se nos principais campos de batalhas de começos do século XV, como o fizeram também Álvaro Vaz de Almada e o “grão Magriço.”
Nos documentos, Soeiro da Costa aparece pela primeira vez em 8 de maio de 1433, quando D. Duarte o nomeia para o cargo de almoxarife de Lagos no Algarve, dizendo-o “seu criado.”
Em 18 de maio de 1439 D. Afonso V chama-o alcaide em Lagos no ato em que lhe concede uma tença anual de 200 mil libras. Está como alcaide-mor e almoxarife até 1450, embora seu genro Lançarote da Ilha apareça como almoxarife em 11 de abril de 1443.
Soeiro da Costa renuncia à alcaidaria-mor de Lagos em 1452, e em 5 de fevereiro de 1452, a pedido do infante D. Henrique, D. Afonso V nomeia Afonso da Costa, filho de Soeiro, para o posto de alcaide-mor de Lagos.
Em 16 de Dezembro de 1463 alcançou os bens móveis e de raiz de Gonçalo Grumete que apresara uma caravela portuguesa e praticara um crime de morte.
Depois disso decide acompanhar a façanha de D. Pedro de Coimbra, Condestável de Portugal na obtenção do Reino de Aragão, ao qual tinha direito. Em Barcelona durante o seu governo é-lhe confiada uma caravela com o intuito de libertar a Fernando Eanes, lugar tenente da tesouraria real, que se encontrava prisioneiro. A missão resultou plenamente.
De volta ao Reino de Portugal tornou a residir em Lagos. D. Afonso V, por carta de 15 de Março de 1471 outorga a este cavaleiro ao serviço de sua casa a tença anual de cinco mil reais brancos.
No entretanto, Soeiro da Costa explora a costa da África, e envolve-se em diversos conflitos navais.
O rio Soeiro deve-lhe o nome. Soeiro da Costa morre em 1472; já estava falecido de pouco em 14 de agosto de 1472, pois a partir de janeiro de 1471 ainda recebia, por mercê de D. Afonso V, uma tença de cinco mil reais de prata.
Foi casado com Mécia Simões, ainda viva no tempo de D. João II, filha de Gil Simões que tinha a alcaidaria-mor de Estoi, localidade junto a Faro, no Algarve.
Foi seu neto, pelo filho Afonso da Costa, o chanceler da relação de Lisboa e reitor da universidade portuguesa, Dr. Cristóvão da Costa.

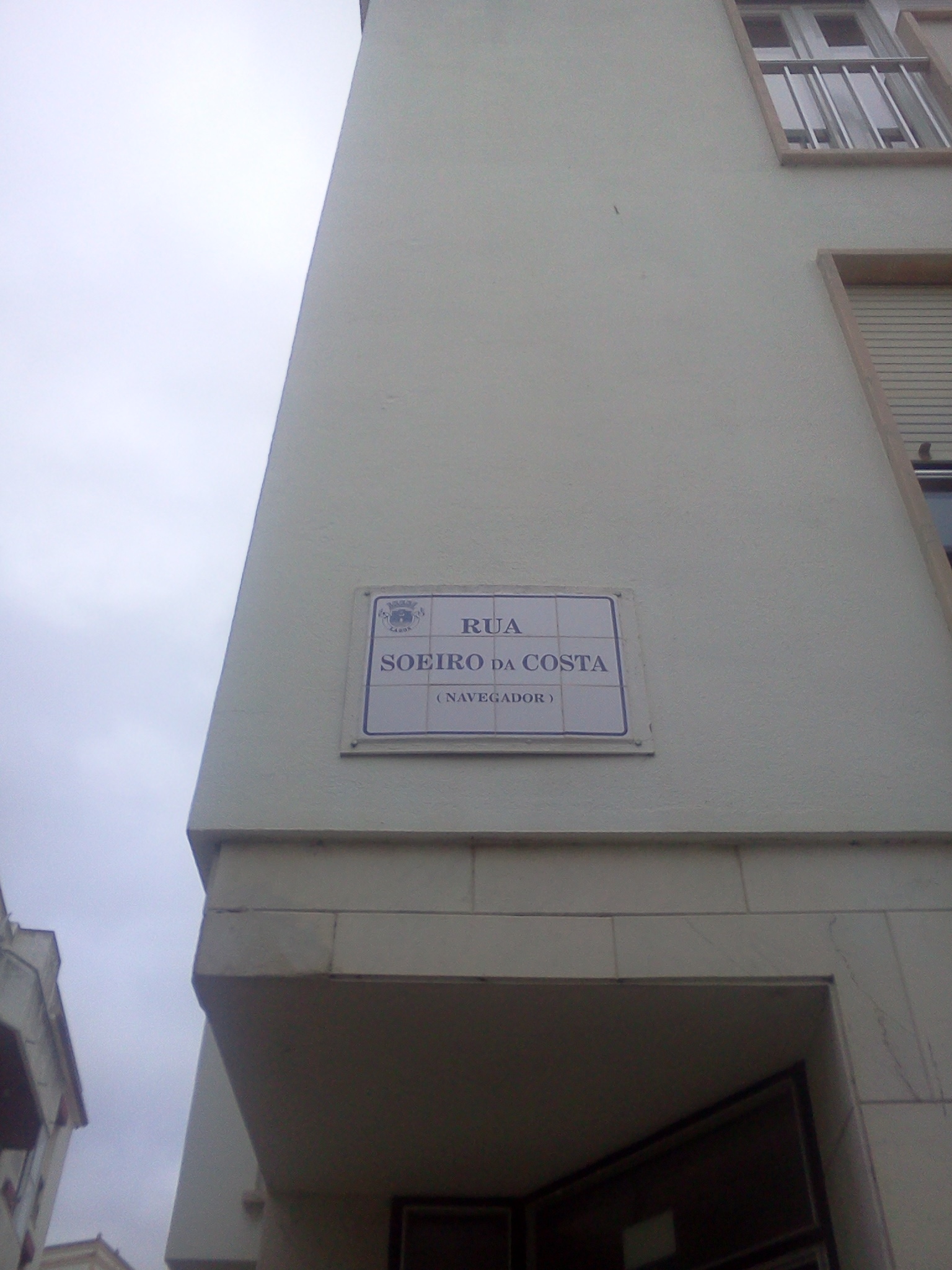
Placa toponímica da Rua Soeiro da Costa, em Lagos.

## Homanagens
O nome de Soeiro da Costa foi colocado numa rua na cidade de Lagos.